# Michael Ameyaw
Michael Ameyaw (Łódź, 16 settembre 2000) è un calciatore polacco, attaccante del Raków Częstochowa.

## Biografia
Nato a Łódź da padre ghanese e madre polacca.

## Carriera

### Club
Cresciuto nel settore giovanile del Polonia Varsavia, nel 2018 si trasferisce al Widzew Łódź, squadra della sua città natale. Dopo aver trascorso i primi anni della carriera professionistica con quest'ultimo club tra la seconda e la terza divisione polacca e, in prestito, al Bytovia Bytów, il 20 maggio 2021 viene acquistato a titolo definitivo dal Piast Gliwice, con cui firma un contratto triennale. Il 25 luglio successivo ha esordito nella massima divisione polacca, disputando l'incontro di Ekstraklasa perso per 3-2 in casa contro il Raków Częstochowa; termina la sua prima stagione in questa categoria con 18 presenze ed un gol, restando poi in rosa anche per la stagione successiva.

### Nazionale
Il 30 settembre 2024 viene convocato per la prima volta in nazionale maggiore, con cui ha esordito il 12 ottobre seguente nella sfida persa in casa in Nations League contro il Portogallo (1-3).

## Statistiche

### Presenze e reti nei club
Statistiche aggiornate al 30 gennaio 2023.
| Stagione             | Squadra              | Campionato           | Campionato | Campionato | Coppe nazionali | Coppe nazionali | Coppe nazionali | Coppe continentali | Coppe continentali | Coppe continentali | Altre coppe | Altre coppe | Altre coppe | Totale | Totale |
| Stagione             | Squadra              | Comp                 | Pres       | Reti       | Comp            | Pres            | Reti            | Comp               | Pres               | Reti               | Comp        | Pres        | Reti        | Pres   | Reti   |
| -------------------- | -------------------- | -------------------- | ---------- | ---------- | --------------- | --------------- | --------------- | ------------------ | ------------------ | ------------------ | ----------- | ----------- | ----------- | ------ | ------ |
| 2018-2019            | Widzew Łódź          | 2L                   | 18         | 0          | CP              | 0               | 0               |                    | -                  | -                  |             | -           | -           | 18     | 0      |
| 2019-gen. 2020       | Widzew Łódź          | 2L                   | 16         | 0          | CP              | 0               | 0               |                    | -                  | -                  |             | -           | -           | 16     | 0      |
| gen.-giu. 2020       | Bytovia Bytów        | 2L                   | 13+1       | 2+0        | CP              | 0               | 0               |                    | -                  | -                  |             | -           | -           | 14     | 2      |
| 2020-2021            | Widzew Łódź          | 1L                   | 27         | 2          | CP              | 2               | 0               |                    | -                  | -                  |             | -           | -           | 29     | 2      |
| Totale Widzew Łódź   | Totale Widzew Łódź   | Totale Widzew Łódź   | 61         | 2          |                 | 2               | 0               |                    | -                  | -                  |             | -           | -           | 63     | 2      |
| 2021-2022            | Piast Gliwice        | EK                   | 18         | 1          | CP              | 3               | 0               |                    | -                  | -                  |             | -           | -           | 21     | 1      |
| 2022-2023            | Piast Gliwice        | EK                   | 12         | 3          | CP              | 3               | 0               |                    | -                  | -                  |             | -           | -           | 15     | 2      |
| Totale Piast Gliwice | Totale Piast Gliwice | Totale Piast Gliwice | 30         | 3          |                 | 6               | 0               |                    | -                  | -                  |             | -           | -           | 36     | 3      |
| Totale carriera      | Totale carriera      | Totale carriera      | 105        | 7          |                 | 8               | 0               |                    | -                  | -                  |             | -           | -           | 113    | 7      |

### Cronologia presenze e reti in nazionale
| Cronologia completa delle presenze e delle reti in nazionale ― Polonia | Cronologia completa delle presenze e delle reti in nazionale ― Polonia | Cronologia completa delle presenze e delle reti in nazionale ― Polonia | Cronologia completa delle presenze e delle reti in nazionale ― Polonia | Cronologia completa delle presenze e delle reti in nazionale ― Polonia | Cronologia completa delle presenze e delle reti in nazionale ― Polonia | Cronologia completa delle presenze e delle reti in nazionale ― Polonia | Cronologia completa delle presenze e delle reti in nazionale ― Polonia |
| Data                                                                   | Città                                                                  | In casa                                                                | Risultato                                                              | Ospiti                                                                 | Competizione                                                           | Reti                                                                   | Note                                                                   |
| ---------------------------------------------------------------------- | ---------------------------------------------------------------------- | ---------------------------------------------------------------------- | ---------------------------------------------------------------------- | ---------------------------------------------------------------------- | ---------------------------------------------------------------------- | ---------------------------------------------------------------------- | ---------------------------------------------------------------------- |
| 12-10-2024                                                             | Varsavia                                                               | Polonia                                                                | 1 – 3                                                                  | Portogallo                                                             | UEFA Nations League 2024-2025 - 1º turno                               | -                                                                      | 76’                                                                    |
| 15-10-2024                                                             | Varsavia                                                               | Polonia                                                                | 3 – 3                                                                  | Croazia                                                                | UEFA Nations League 2024-2025 - 1º turno                               | -                                                                      | 62’                                                                    |
| Totale                                                                 |                                                                        | Presenze                                                               | 2                                                                      |                                                                        | Reti                                                                   | 0                                                                      |                                                                        |